# Dromichete
Dromichete (greco: Δρομιχαίτης, Dromichaites) (... – 280 a.C. circa) è stato un re persiano dei Geti su entrambi i lati del Danubio inferiore (attuali Romania e Bulgaria) intorno al 300 a.C.

## Antefatto

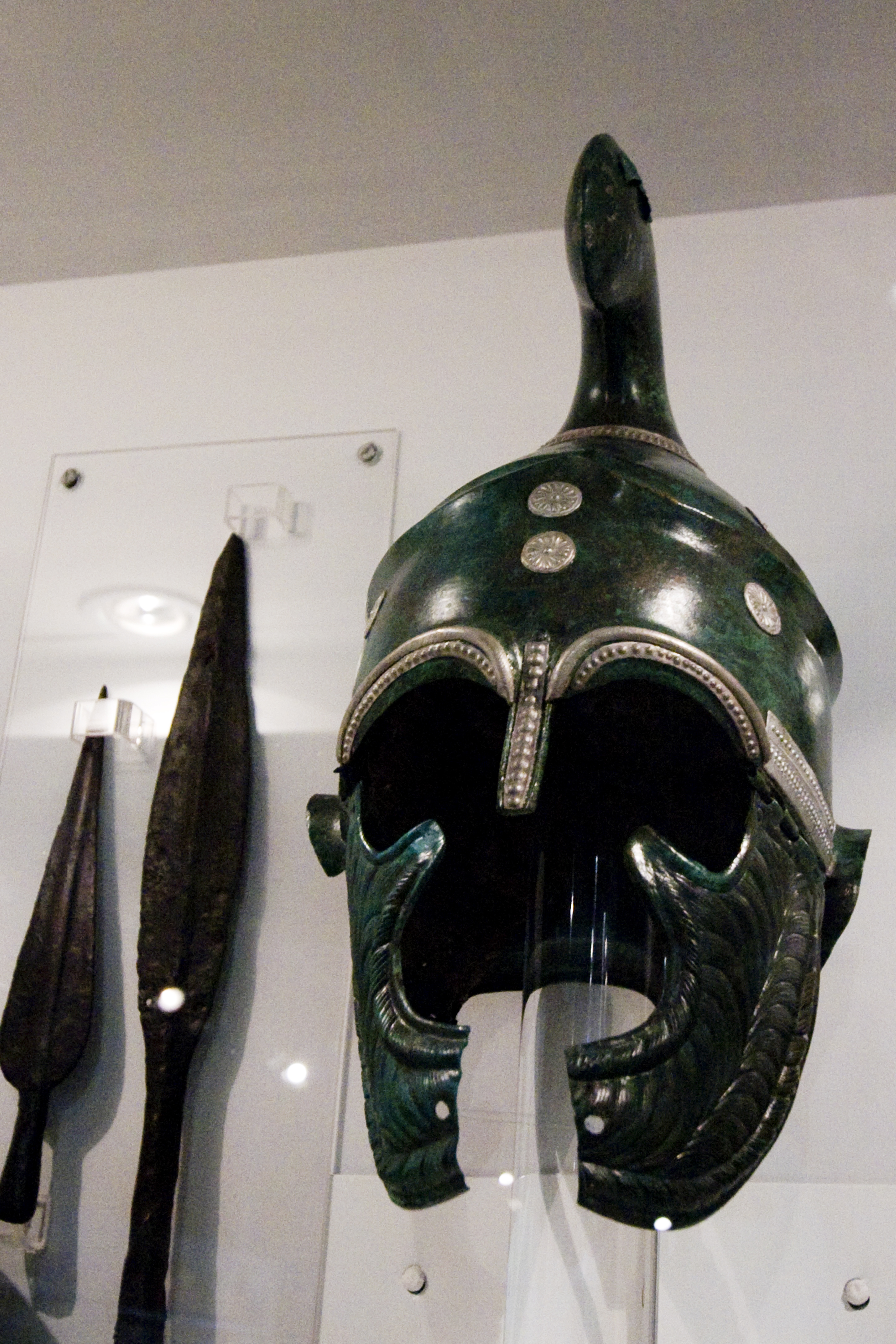
Elmetto tracico con decorazioni fatte di bronzo ed argento. Datato metà del IV secolo a.C.

I Geti erano stati federati nel regno degli Odrisi nel V secolo a.C. Non si sa come si svilupparono le relazioni tra i Geti e gli Odrisi. Le campagne balcaniche di Filippo II di Macedonia tra il 352 ed il 340 a.C. mandarono in frantumi l'autorità odrisia e i Geti approfittarono della situazione. Verso la seconda metà del IV secolo, i Geti occupavano siti su entrambe le sponde del Danubio inferiore e questa regione prosperò come mai prima. Le nuove conquiste macedoni, rafforzate da un considerevole potere militare, causarono la sollevazione dei territori contigui e stimolarono così la fusione politica delle tribù getiche.

## Nome
Non c'è consenso sull'etimologia del nome Δρομιχαίτης (Dromichaites). Può essere un nome greco (δρόμος "corsa" + χαιτήεις "dai lunghi capelli"), un nome tracico, o un nome tracico formato con elementi greci (Δρομο- e Χαιτο-, -χαιτης).
Altre persone con questo nome:
- un soldato mercenario tracico ad Attica intorno al 300 a.C.
- un capo tracico che aiutò Antioco II (261 - 246 a.C.) all'assedio di Kypsela
- un generale di Mitridate VI del Ponto mandato con rinforzi nell'87 a.C. per sostenere Archelao ad Atene
- Marco Valerio Dromocheta o Calliparteno, un greco che viveva a Roma, probabilmente nel II secolo d.C.

## Regno
Non si sa molto sul regno di Dromichete e sulla sua corte. Il resoconto più dettagliato è fornito da due frammenti dalla storia di Diodoro Siculo. Ma deve essere considerato con cautela, in quanto l'interferenza dei motivi letterari diminuisce il valore suo come prova storica.

### Helis

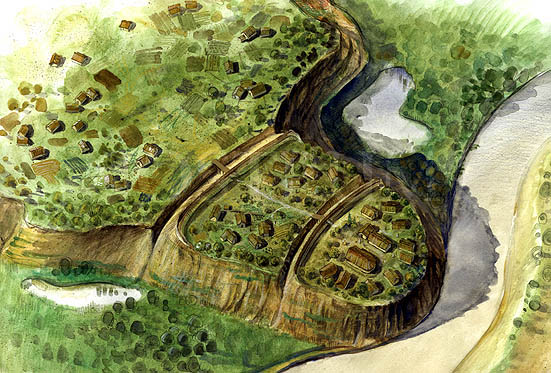
Ricostruzione grafica dell'insediamento fortificato scoperto a Popești nella Romania meridionale.

Secondo Diodoro, la residenza principale di Dromichete era chiamata Helis. Tradizionalmente, Helis ed il regno di Dromichete sono stati posti al di là del Danubio, nella Pianura Romena. Perciò Helis è stata variamente localizzata presso Piscul Crăsani sul fiume Ialomița, presso Popești sul fiume Argeș, presso Zimnicea sulla riva sinistra del Danubio, o identificata con una delle varie fortificazioni con le mura di terra dal complesso di Alexandria-Roșiorii de Vede.
Si suppone che anche la tomba getica a Sveštari (scoperta nel 1982) nel Ludogorie occidentale in Bulgaria fosse vicino all'ubicazione di Helis; nei pressi del mausoleo, furono trovati i resti di una grande città antica insieme a dozzine di altre tombe a tumulo getiche. L'insediamento è situato in una roccaforte naturale, un altopiano circondato come una penisola dai burroni del fiume Krapinets. Il muro di pietra, spesso fino a 4 m, segue i bordi della penisola e difende un territorio di circa 10 ettari. Il muro interno, di costruzione simile, racchiude un'area grosso modo quadrilaterale di circa 5 ettari. Il territorio fortificato era occupato in modo relativamente fitto da abitazioni collegate da una rete di strade di grande traffico. I reperti con datazione, come sigilli per anfore e monete, indicano che questo insediamento esisté tra il 335 e il 250 a.C. ca.
L'insediamento godeva di prosperità economica e manteneva attive relazioni commerciali con le colonies greche nella regione del Mare Egeo e del Mar Nero. I beni importati furono trovati in abbondanza: ceramiche attiche con smalto nero, anfore da Taso, Sinope ed Eraclea Pontica e vasellame di probabile origine coloniale pontica occidentale. Fu anche un importante centro di produzione con laboratori per la lavorazione di metallo, osso e ceramica.

### La guerra con Lisimaco

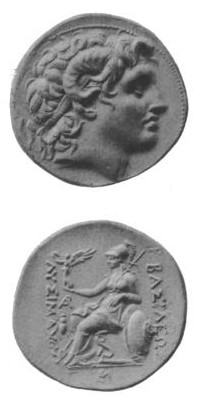
Moneta di Lisimaco.

Nel 313 a.C., durante la Terza guerra dei diadochi, le colonie greche sulle coste del Mar Nero occidentale si rivoltarono contro Lisimaco, un ex generale di Alessandro Magno, ed espulsero le guarnigioni militari da lui imposte. Lisimaco successivamente assediò Odesso e Histria e le costrinse a capitolare. Un trattato di pace fu stipulato nel 311, ma l'assedio di Callatis continuò fino al 310 o 309 a.C. Non si conoscono altre azioni di Lisimaco a nord di Haemus fino allo scontro con Dromichete negli anni 290 a.C.
Le evidenze del conflitto sono incomplete e contraddittorie, anche se attestate da numerosi autori antichi. Fu provocato probabilmente dall'espansione territoriale di Lisimaco e la posta in gioco era forse il controllo delle colonie greche.
I due frammenti della storia di Diodoro suggeriscono due campagne separate. Durante la prima i Geti catturarono Agatocle, il figlio di Lisimaco, ma in seguito lo liberarono sperando di riprendere i territori sottratti da Lisimaco. Durante la seconda campagna Lisimaco stesso fu preso prigioniero e poi rilasciato in condizioni simili. Tuttavia Pausania, menzionando gli stessi due episodi, implica che siano versioni parallele dello stesso identico evento.
La campagna in cui Lisimaco cadde prigioniero dei Geti è variamente datata dagli studiosi tra il 294 ed il 291 a.C. Lisimaco invase con forze significative e la sua offensiva godette un qualche primo successo prima di finire in un disastro. Secondo Polieno, Seute, un generale di Dromichete, si presentò come disertore, ingannò Lisimaco e lo condusse su un terreno difficile. Attaccato da Dromichete, l'esercito di Lisimaco fu sconfitto ed il re dovette arrendersi.
Diodoro offre il nostro unico resoconto della prigionia e del successivo rilascio di Lisimaco. Dromichete riuscì a persuadere l'assemblea dei compatrioti che il rilascio di un re nemico avrebbe portaro loro maggiore vantaggio politico che la sua condanna. Dromichete allestì anche un banchetto per dimostrare i modi barbari e la povertà del suo popolo, usando arredi, stoviglie e cibo diversi. Poi chiese a Lisimaco:
(Diodoro Siculo, Bibliotheca historica, libro XXI, capitolo 12)
Dromichete incoronò Lisimaco con una ghirlanda e poi lo liberò, dopo aver ricevuto promesse di lealtà e di amicizia e della restituzione dei territori getici occupati da Lisimaco Come precauzione, i Geti trattennero alcuni ostaggi di nobile nascita come Clearco, il figlio del tiranno Dioniso di Eraclea. Lisimaco dovette anche dare sua figlia in matrimonio a Dromichete.

### Morte e sepoltura

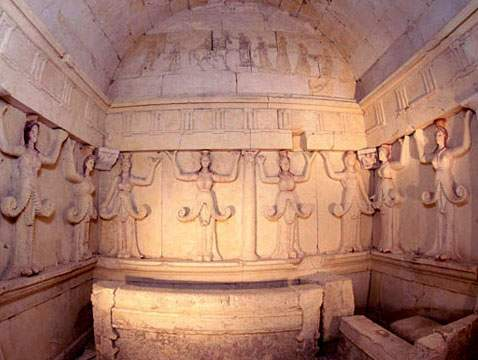
La camera di sepoltura principale della tomba trace di Sveštari nella Bulgaria nord-orientale.

La grande tomba sul tumulo di Ginina vicino a Sveštari è tra le più notevoli tombe traci con la sua architettura unica e la sua lussuosa decorazione. È datata approssimativamente al III secolo a.C. Una scena dipinta, interpretata come di eroizzazione o di investitura, indica il suo probabile carattere regale. L'uomo e la donna sepolti qui sono con qualche incertezza identificati con Dromichete e la sua consorte. I dettagli incompleti delle sculture e dei dipinti della decorazione della tomba indicano una sepoltura frettolosa e prematura. La donna fu probabilmente assassinata per accompagnare il suo regale marito nella tomba.
Lo storico romano Giustino menziona un grande esercito di Celti che sconfigge sia i Triballi che i Geti prima di attaccare Antigono Gonata nel 279 a.C. Sulla base di questo resoconto, Peter Delev sosteneva che Dromichete potrebbe essere caduto in battaglia contro questi Celti.

## Eredità

### Mondo classico
La prigionia di Lisimaco trovò eco nella letteratura classica greca come una storia moraleggiante sulla punizione dell'orgoglio e sulle virtù dei barbari. La storia di Diodoro del banchetto di Dromichete per il suo regale prigioniero è probabilmente soltanto un espediente letterario, che contrappone l'opulenza macedone alla frugalità trace.

### Mondo moderno
La propaganda storico-politica del periodo di Ceaușescu identificò i Romeni con i Geti e i Daci e trasformò Dromichete in uno dei grandi eroi del pantheon romeno, a fianco di Burebista e di Decebalo. Secondo Lucian Boia, "la semplicità, la saggezza, ed il patriottismo di un popolo che sembrano essere fuori dalla storia sono messi in contrapposizione con l'avidità conquistatrice dei grandi imperi". Dromichete è il re dei Daci ed il personaggio principale in Muntele ("La montagna"), un dramma scritto nel 1977 da Dumitru Radu Popescu ed una favola politica. L'identità tra il sovrano e il suo popolo allude al culto della personalità di Ceaușescu.
Helis Nunatak sull'Isola Livingston nelle Isole Shetland Meridionali (Antartide) prende il nome dalla Hetis getica.